# Rhinolophus adami
Rhinolophus adami là một loài động vật có vú trong họ Dơi lá mũi, bộ Dơi. Loài này được Aellen & Brosset mô tả năm 1968.